# 堪培拉大学
堪培拉大学（英語：University of Canberra），简称UC，位于澳洲首都堪培拉北部貝爾康納區之内，是該國於1990年代新成立的一系列大學之一。堪培拉大学的校總區邻近貝爾康納市镇中心及澳洲體育學會，有多条巴士线路可前往。

## 學術
《泰晤士高等教育》將其列為2017年全球最好的100所年輕大學之一。